# Truthahn-Illusion
Die Truthahn-Illusion ist ein Begriff aus der Verhaltensökonomik und beschreibt eine eingeschränkte Risikointelligenz. Ursprünglich wurde diese Art der kognitiven Verzerrung in Form eines Gleichnisses über den „induktivistischen Truthahn“ (engl. inductivist turkey) von Bertrand Russell beschrieben.
Die Truthahn-Illusion beschreibt die Überraschung durch Trendbrüche, wenn man die Ursachen bzw. die Rahmenbedingungen für diesen Trend nicht kennt.
Bis zu seiner Schlachtung wird der Truthahn jeden Tag gefüttert und umsorgt. Mit jeder Fütterung steigt seine Gewissheit bzw. sein Vertrauen darauf, dass ihm nichts passiert, basierend auf den Erfahrungen aus der Vergangenheit. Aus Sicht des Truthahns ist ausgerechnet am Abend vor seinem Tod die Gewissheit, dass er am nächsten Tag auch wieder gefüttert und umsorgt wird, am größten. Trotzdem wird er an dem Tag geschlachtet, genau von jener Person, die ihn umsorgte.
Die Schlachtung kommt für den Truthahn völlig überraschend, da dieser – in anthropomorpher Formulierung – „nur einen Trend extrapoliert“ und „den bevorstehenden Trendbruch nicht erkennt“.
Um diesen Trendbruch zu erkennen, hätte der Truthahn die Ursachen des Trends herausfinden müssen. Dadurch hätte er über die Motivationslage des Menschen, der ihn täglich füttert, Bescheid gewusst. Um über den Tellerrand hinauszublicken und bekannte oder vertraute Denkmuster zu verlassen, sind Kreativität und die Fähigkeit zum Perspektivenwechsel notwendig. Doch das war dem Truthahn aufgrund unzureichender Information nicht möglich.
Die Überraschung des Truthahns ist übertragbar auf das unerwartete Eintreffen eines Börsencrashs. Die Anleger sind sich zwar der Möglichkeit einer Spekulationsblase mit folgendem Zusammenbruch der Kurse bewusst, lassen sich aber von der allgemeinen Euphorie mitreißen und blenden.